# Франк Райкард
Франк Райкард, інший варіант написання Франк Райкаард (нід. Frank Rijkaardⓘ, МФА: [ˈfrɑŋk ˈrɛikaːrt]; повне ім'я — Франклін Едмундо Райкард, *30 вересня 1962 в Амстердамі, Нідерланди) — колишній нідерландський футболіст суринамського походження, гравець збірної Нідерландів та низки європейських клубів. Виступав на позиціях захисника та півзахисника. По завершенні ігрової кар'єри — футбольний тренер. Колишній головний тренер збірної Нідерландів, роттердамської «Спарти», «Барселони», «Галатасарая» та збірної Саудівської Аравії.
Включений до переліку «100 найкращих футболістів світу», складеного у 2004 році на прохання ФІФА легендарним Пеле. Як гравець — чемпіон Європи 1988 року, п'ятиразовий чемпіон Нідерландів, дворазовий чемпіон Італії, триразовий клубний чемпіон Європи, володар Кубка Кубків УЄФА.
Як тренер — дворазовий чемпіон Іспанії, переможець Ліги Чемпіонів УЄФА.

## Клубна кар'єра гравця

### «Аякс» (1980—1987)
Професійні виступи розпочав у 17-річному віці, вийшовши на поле у складі амстердамського «Аякса» 23 серпня 1980 року та відзначивши свій дебют забитим голом. Вже наступного сезону 1981—82 здобув свій перший трофей, вигравши разом з командою «золото» Чемпіонату Нідерландів. Усього протягом семи з половиною сезонів у складі «Аякса» з 1980 по 1987 рік ще двічі вигравав чемпіонський титул, тричі ставав володарем Кубка Нідерландів, а також здобув Кубок Кубків УЄФА. Розпочинав грати на позиції центрального захисника, після приходу на тренерський місток «Аякса» у 1985 році Йогана Кройфа був переведений у півзахист. Залишив амстердамський клуб у вересні 1987 року через конфлікт з головним тренером. Покинув тренування команди, публічно пообіцявши ніколи більше не грати під керівництвом Кройфа.
Швидко знайшов собі новий клуб, уклавши контракт з лісабонським «Спортінгом». Оскільки терміни заявляння гравців португальською командою на той момент вже минули, був відразу ж відданий в оренду до іспанського «Реала»
із Сарагоси. По завершенню оренди до Лісабона не повернувся, уклавши контракт з італійським «Міланом».

### Мілан (1988—1993)
Саме роки, проведені Райкардом у «Милані», кольори якого він захищав протягом п'яти сезонів з 1988 по 1993 рік, вважаються періодом найбільшого розквіту його ігрової кар'єри. Головний тренер італійської команди Арріго Саккі остаточно перевів гравця до середини поля, де його непоступливість та універсалізм приносили найбільшу користь командним діям. Партнерами Райкарда у «Мілані» були двоє зіркових земляків — Рууд Гулліт та Марко ван Бастен. Трійка голландців становила основу атакувальних побудов «Мілана» та порівнювалася з легендарним шведським тріо «Гре-Но-Лі», яке сяяло у складі італійського клубу у 1940-50-х роках. За роки виступів в Італії Райкард двічі ставав чемпіоном країни, а також двічі вигравав Кубок Чемпіонів, причому у фінальному матчі Кубка Чемпіонів сезону 1989-90 проти лісабонської «Бенфіки» саме гол Райкарда став для «Мілана» переможним у матчі, що завершився з рахунком 1:0.

### Повернення до «Аякса» (1993—1995)
Після п'яти успішних сезонів у «Мілані» Райкард повернувся до «Аякса», на тренерському містку якого на цей час перебував вже Луї ван Галь. Обидва сезони, проведені Райкардом у «Аяксі» після повернення, стали для команди переможними у внутрішньому чемпіонаті, а справжнім втіленням історії виступів талановитого гравця на футбольному полі стала остання гра його професійної кар'єри — фінальний матч розіграшу Ліги Чемпіонів УЄФА, в якому він здобув свій третій титул клубного чемпіона континенту, а його поточний клуб здолав його колишню команду «Мілан» з рахунком 1:0.

## Виступи за збірну
У складі збірної Нідерландів дебютував 1981 року. Початковий етап кар'єри гравця у збірній було затьмарено постійною неспроможністю команди подолати кваліфікаційний бар'єр на шляху до фінальної частини великих турнірів. Нідерланди не пройшли кваліфікаційний етап Кубку світу 1982, Євро 1984 та Кубку світу 1986. 
Після низки подібних розчарувань справжнім святом для усього голландського футболу став Євро 1988, на якому збірна Нідерландів не лише подолала кваліфікаційний раунд, але й уперше в історії здобула континентальний чемпіонський титул. Поступившись у першому матчі групового турніру збірній СРСР 0‑1, Нідерланди взяли реванш у фіналі з рахунком 2‑0. На цьому чемпіонаті Райкард разом з Рональдом Куманом грав у центрі оборони збірної.
На Кубку світу 1990 в Італії збірна Нідерландів вибула з боротьби, поступившись з рахунком 1‑2 збірній ФРН вже на стадії 1/8 фіналу. Ця гра була пов'язана із гучним скандалом, у центрі якого перебували Райкард та зірка німецької збірної Руді Фьоллер. Декілька сутичок між цими гравцями по ходу гри, під час яких Райкард декілька разів плюнув на свого опонента, завершилася для обох вилученням з поля. Після цього інциденту Фьоллера звинувачували у расизмі, а Райкард за своє плювання отримав від німецьких журналістів прізвисько Лама.
Суперництво Нідерландів і тепер вже об'єднаної Німеччини на футбольних полях продовжилося на Євро 1992 — цього разу гору взяли голландці з рахунком 3‑1. Але голландська команда не спромоглася відстояти свій попередній континентальний титул. Голландці несподівано поступились майбутньому сенсаційному чемпіону збірній Данії у півфінальній серії пенальті, якій передував гол Райкарда, що зрівняв рахунок основного часу гри (2:2).
Останнім матчем у формі збірної для Райкарда став чвертьфінал Кубку світу 1994, у якому його команда поступилася з рахунком 2:3 збірній Бразилії.
| Дата       | Місто             | Господарі      | Результат          | Гості             | Турнір                         | Голи | Примітки |
| ---------- | ----------------- | -------------- | ------------------ | ----------------- | ------------------------------ | ---- | -------- |
| 1/09/1981  | Цюрих             | Швейцарія      | 2 – 1              | Нідерланди        | товариський матч               | -    |          |
| 23/03/1982 | Брюссель          | Бельгія        | 2 – 1              | Нідерланди        | товариський матч               | -    |          |
| 14/04/1982 | Ейндговен         | Нідерланди     | 1 – 0              | Греція            | товариський матч               | -    |          |
| 25/05/1982 | Лондон            | Англія         | 2 – 0              | Нідерланди        | товариський матч               | -    |          |
| 1/09/1982  | Рейк'явік         | Ісландія       | 1 – 1              | Нідерланди        | товариський матч               | -    |          |
| 10/11/1982 | Роттердам         | Нідерланди     | 1 – 2              | Франція           | товариський матч               | -    |          |
| 27/04/1983 | Утрехт            | Нідерланди     | 0 – 3              | Швеція            | товариський матч               | -    |          |
| 21/09/1983 | Софія (місто)     | Болгарія       | 1 – 1              | Нідерланди        | товариський матч               | -    |          |
| 17/12/1983 | Амстердам         | Нідерланди     | 5 – 0              | Мальта            | Відбір до ЧЄ 1984              | 2    |          |
| 14/03/1984 | Роттердам         | Нідерланди     | 6 – 0              | Данія             | товариський матч               | -    |          |
| 17/10/1984 | Роттердам         | Нідерланди     | 1 – 2              | Угорщина          | Відбір до ЧС 1986              | -    |          |
| 1/05/1985  | Відень            | Австрія        | 1 – 1              | Нідерланди        | Відбір до ЧС 1986              | -    |          |
| 14/05/1985 | Будапешт          | Угорщина       | 0 – 1              | Нідерланди        | Відбір до ЧС 1986              | -    |          |
| 4/09/1985  | Геренвен (община) | Нідерланди     | 1 – 0              | Румунія           | товариський матч               | -    |          |
| 16/10/1985 | Дублін            | Ірландія       | 1 – 0              | Нідерланди        | Відбір до ЧС 1986              | -    |          |
| 20/11/1985 | Роттердам         | Нідерланди     | 2 – 1              | Ірландія          | Відбір до ЧС 1986              | -    |          |
| 10/09/1986 | Прага             | Чехословаччина | 1 – 0              | Нідерланди        | товариський матч               | -    |          |
| 15/10/1986 | Лісабон           | Португалія     | 0 – 1              | Нідерланди        | Відбір до ЧЄ 1988              | -    |          |
| 19/11/1986 | Амстердам         | Нідерланди     | 0 – 0              | Польща            | Відбір до ЧЄ 1988              | -    |          |
| 21/12/1986 | Нікосія           | Кіпр           | 0 – 2              | Нідерланди        | Відбір до ЧЄ 1988              | -    |          |
| 21/01/1987 | Барселона         | Іспанія        | 1 – 1              | Нідерланди        | товариський матч               | -    |          |
| 25/03/1987 | Роттердам         | Нідерланди     | 1 – 1              | Камерун           | товариський матч               | -    |          |
| 29/04/1987 | Амстердам         | Нідерланди     | 2 – 0              | Мексика           | товариський матч               | -    |          |
| 9/09/1987  | Роттердам         | Нідерланди     | 0 – 0              | Люксембург        | товариський матч               | -    |          |
| 24/05/1988 | Утрехт            | Нідерланди     | 1 – 2              | Болгарія          | товариський матч               | -    |          |
| 1/06/1988  | Амстердам         | Нідерланди     | 2 – 0              | США               | товариський матч               | -    |          |
| 12/06/1988 | Кельн             | СРСР           | 1 – 0              | Нідерланди        | ЧЄ 1988 - 1-й етап             | -    |          |
| 15/06/1988 | Дюссельдорф       | Нідерланди     | 3 – 1              | Англія            | ЧЄ 1988 - 1-й етап             | -    |          |
| 18/06/1988 | Гельзенкірхен     | Нідерланди     | 1 – 0              | Ірландія          | ЧЄ 1988 - 1-й етап             | -    |          |
| 21/06/1988 | Гамбург           | ФРН            | 1 – 2              | Нідерланди        | ЧЄ 1988 - Semifinale           | -    |          |
| 25/06/1988 | Мюнхен            | Нідерланди     | 2 – 0              | СРСР              | ЧЄ 1988 - Фінал                | -    | 1º титул |
| 14/09/1988 | Амстердам         | Нідерланди     | 1 – 0              | Уельс             | Відбір до ЧС 1990              | -    |          |
| 19/10/1988 | Манчестер         | ПАР            | 0 – 0              | Нідерланди        | товариський матч               | -    |          |
| 16/11/1988 | Рим               | Італія         | 1 – 0              | Нідерланди        | товариський матч               | -    |          |
| 22/03/1989 | Ейндговен         | Нідерланди     | 2 – 0              | Аргентина         | товариський матч               | -    |          |
| 26/04/1989 | Роттердам         | Нідерланди     | 1 – 1              | НДР               | Відбір до ЧС 1990              | -    |          |
| 31/05/1989 | Гельсінкі         | Фінляндія      | 0 – 1              | Нідерланди        | Відбір до ЧС 1990              | -    |          |
| 11/10/1989 | Рексем            | Уельс          | 1 – 2              | Нідерланди        | Відбір до ЧС 1990              | -    |          |
| 15/11/1989 | Роттердам         | Нідерланди     | 3 – 0              | Фінляндія         | Відбір до ЧС 1990              | -    |          |
| 21/02/1990 | Амстердам         | Нідерланди     | 0 – 0              | Італія            | товариський матч               | -    |          |
| 30/05/1990 | Відень            | Австрія        | 3 – 2              | Нідерланди        | товариський матч               | -    |          |
| 3/06/1990  | Загреб            | Югославія      | 0 – 2              | Нідерланди        | товариський матч               | 1    |          |
| 12/06/1990 | Палермо           | Нідерланди     | 1 – 1              | Єгипет            | ЧС 1990 - 1-й етап             | -    |          |
| 16/06/1990 | Кальярі           | Англія         | 0 – 0              | Нідерланди        | ЧС 1990 - 1-й етап             | -    |          |
| 21/06/1990 | Палермо           | Ірландія       | 1 – 1              | Нідерланди        | ЧС 1990 - 1-й етап             | -    |          |
| 24/06/1990 | Мілан             | Нідерланди     | 1 – 2              | ФРН               | ЧС 1990 - 1/8 фіналу di finale | -    |          |
| 11/09/1991 | Ейндговен         | Нідерланди     | 1 – 1              | Колумбія          | товариський матч               | -    |          |
| 16/10/1991 | Роттердам         | Нідерланди     | 1 – 0              | Португалія        | товариський матч               | -    |          |
| 4/12/1991  | Історія Салонік   | Греція         | 0 – 2              | Нідерланди        | товариський матч               | -    |          |
| 25/03/1992 | Амстердам         | Нідерланди     | 2 – 0              | Норвегія          | товариський матч               | -    |          |
| 27/05/1992 | Штутгарт          | Нідерланди     | 3 – 2              | Алжир             | товариський матч               | 1    |          |
| 30/05/1992 | Утрехт            | Нідерланди     | 4 – 0              | Молдова           | товариський матч               | -    |          |
| 12/06/1992 | Гетеборг          | Шотландія      | 0 – 1              | Нідерланди        | ЧЄ 1992 - 1-й етап             | -    |          |
| 15/06/1992 | Гетеборг          | Нідерланди     | 1 – 1              | СНД               | ЧЄ 1992 - 1-й етап             | -    |          |
| 18/06/1992 | Гетеборг          | Німеччина      | 1 – 3              | Нідерланди        | ЧЄ 1992 - 1-й етап             | 1    |          |
| 22/06/1992 | Гетеборг          | Данія          | 2 – 2 (5 - 4 п.п.) | Нідерланди        | ЧЄ 1992 - півфінал             | 1    |          |
| 9/09/1992  | Ейндговен         | Нідерланди     | 2 – 3              | Італія            | товариський матч               | -    |          |
| 23/09/1992 | Ріо-де-Жанейро    | Бразилія       | 2 – 1              | Нідерланди        | товариський матч               | -    |          |
| 14/10/1992 | Роттердам         | Нідерланди     | 2 – 2              | Гана              | товариський матч               | -    |          |
| 16/12/1992 | Стамбул           | Туреччина      | 1 – 3              | Нідерланди        | товариський матч               | -    |          |
| 28/04/1993 | Ліверпуль         | Ізраїль        | 2 – 2              | Нідерланди        | товариський матч               | -    |          |
| 9/06/1993  | Роттердам         | Нідерланди     | 3 – 0              | Саудівська Аравія | товариський матч               | -    |          |
| 22/09/1993 | Болонья           | Нідерланди     | 7 – 0              | Сан-Марино        | товариський матч               | -    |          |
| 13/10/1993 | Амстердам         | Нідерланди     | 2 – 0              | Парагвай          | товариський матч               | -    |          |
| 19/01/1994 | Туніс (місто)     | Туніс          | 2 – 2              | Нідерланди        | товариський матч               | 1    |          |
| 23/03/1994 | Утрехт            | Нідерланди     | 3 – 1              | Австралія         | товариський матч               | -    |          |
| 5/04/1994  | Роттердам         | Нідерланди     | 2 – 1              | Японія            | товариський матч               | -    |          |
| 1/06/1994  | Амстердам         | Нідерланди     | 7 – 1              | Угорщина          | товариський матч               | 1    |          |
| 12/06/1994 | Торонто           | Канада         | 0 – 3              | Нідерланди        | товариський матч               | 1    |          |
| 20/06/1994 | Вашингтон         | Нідерланди     | 2 – 1              | Саудівська Аравія | ЧС 1994 - 1-й етап             | -    |          |
| 25/06/1994 | Орландо           | Бельгія        | 1 – 0              | Нідерланди        | ЧС 1994 - 1-й етап             | -    |          |
| 4/07/1994  | Орландо           | Нідерланди     | 2 – 0              | Ірландія          | ЧС 1994 - 1-й етап             | -    |          |
| 9/07/1994  | Даллас            | Бразилія       | 3 – 2              | Нідерланди        | ЧС 1994 - 1/8 фіналу di finale | -    |          |
| Усього     |                   | Матчів         | 73                 |                   | Голів                          | 10   |          |

## Тренерська кар'єра

### Збірна Нідерландів
Відразу по завершенні кар'єри гравця у 1995 році Райкард прийняв пропозицію Гуса Хіддінка та приєднався до очолюваного ним тренерського штабу національної збірної Нідерландів. Після відставки Хіддінка у 1998 році став головним тренером збірної. Молодий та недосвідчений тренер нерідко піддавався критиці, однак зміг довести свою спроможність досягати результатів, вивівши збірну у півфінал Чемпіонату Європи 2000. При цьому під час фінальної частини континентальної першості голландці не зазнали жодної поразки, перемігши в усіх трьох іграх групового етапу, переконливо здолавши у чвертьфіналі збірну Югославії з рахунком 6:1 та відігравши нульову нічию проти збірної Італії (італійці пройшли у фінал лише після серії післяматчових пенальті). Після завершення виступів команди на Євро Райкард пішов у відставку з посади головного тренера.

### «Спарта» (Роттердам)
Тренерський дебют Райкарда у клубному футболі вийшов менш вдалим. В сезоні 2001—02 він очолив найстарішу професійну футбольну команду Нідерландів — роттердамську «Спарту», яка боролося за виживання в елітному дивізіоні Ередивізі. Завдання виявилося не під силу Райкарду, по результатах сезону команда уперше у своїй історії вибула до першої ліги чемпіонату країни, а тренера було звільнено.

### «Барселона»

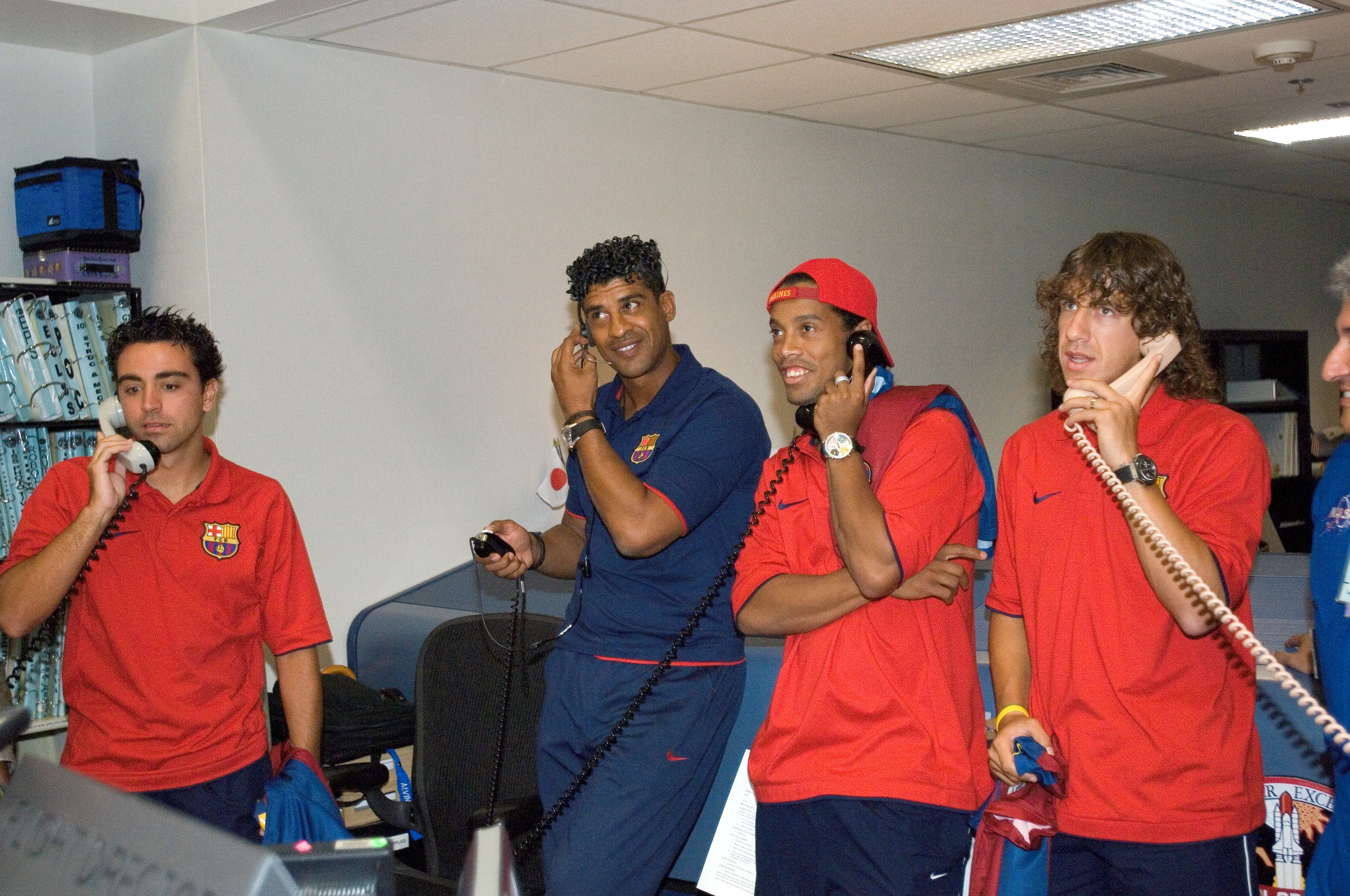
Франк Райкард та футболісти «Барселони» під час візиту до космічного центру НАСА

Незважаючи на досить посередній виступ «Спарти» під керівництвом Райкарда, вже в сезоні 2003—04 молодого тренера було запрошено очолити одного з грандів іспанського футболу — «Барселону». Команда переживала не найкращі часи, протягом попередніх трьох сезонів не лише не втрутившись у боротьбу за чемпіонство у іспанській Прімері, але й жодного разу не увійшовши до трійки призерів першості. Призначення молодого Райкарда на посаду головного тренера стало одним із перших кроків новообраного президента клубу Жуана Лапорти, спрямованих на оновлення команди. Початок сезону для керованої Райкардом «Барселони» був вкрай невдалим, певний час команда перебувала на незвичному місці у нижчій частині турнірної таблиці, що викликало шквал критики з боку вболівальників та заклики до відставки нідерландського тренера. Ситуація змінилися ближче до середини сезону, коли «Барселона» стрімко набрала обертів, врешті-решт зупинившись по його результатах лише в одному кроці від вершини турнірної таблиці.
Райкард вдався до суттєвої перебудови команди, в рамках якої «Барселону» залишила низка ветеранів команди. Натомість прийшли молоді гравці з клубної академії, а також нові придбання на кшталт Деку, Самуеля Ето'о та Людовіка Жюлі. Оновлена команда вже у сезоні 2004—05 здобула чемпіонський титул, а ще за рік святкувала перемогу не лише у Прімері, але й у Лізі чемпіонів. Таким чином Райкард став лише 5-ю особою в історії європейського футболу, що ставала клубним чемпіоном континенту і як гравець, і як тренер.
Після тріумфального сезону 2005—06 у грі «Барселони» настав певний спад, протягом наступних двох сезонів команді не вдавалося виграти жодного трофею ані в Іспанії, ані на європейській арені. Після великої поразки 1:4 від принципового суперника — мадридського «Реала» 8 травня 2008 року президент «Барселони» оголосив, що Райкард залишить посаду головного тренера команди по завершенні сезону 2007—08. Незважаючи на фактичне звільнення тренера з посади, Жуан Лапорта віддав належне Райкарду, зазначивши, що той увійшов до історії каталонського суперклубу.

### Галатасарай
5 червня 2009 року Франк Райкард уклав дворічний контракт з одним із лідерів турецького футболу стамбульським «Глатасараєм», який по результатах попереднього сезону посів провальне для себе 5-те місце у внітрішній першості. 20 вересня 2010 року Райкард був звільнений з посади через катастрофічний початок сезону (поразка у 4 кваліфікаційному раунді розіграшу Ліги Європи УЄФА, де вони програли львівським «Карпатам» та 9-те місце в Турецькій Суперлізі).

### Збірна Саудівської Аравії
28 червня 2011 року було повідомлено про призначення Райкарда головним тренером збірної Саудівської Аравії із завданням виведення команди у фінальну частину чемпіонату світу 2014 року.

## Титули і досягнення
У складі клубу
- «Аякс»
  - Чемпіон Нідерландів: 1982, 1983, 1985, 1994, 1995
  - Кубок Нідерландів: 1983, 1986, 1987
  - Суперкубок Нідерландів 1993, 1994
  - Кубок володарів кубків УЄФА: 1987
  - Ліга чемпіонів УЄФА: 1995
- «Мілан»
  - Чемпіон Серії А: 1991–92, 1992–93
  - Суперкубок Італії: 1992
  - Кубок Чемпіонів: 1988–89, 1989–90
  - Суперкубок Європи: 1989, 1990
  - Міжконтинентальний кубок: 1989, 1990

У складі збірної
- Нідерланди
  - Чемпіон Європи: 1988

Індивідуальні
- Найкращий гравець Нідерландів: 1985, 1987
- Найкращий іноземний гравець Серії A: 1992
- ФІФА 100 (сто найкращих гравців світу за версією Пеле)

Тренер
- «Барселона»
  - Ліга чемпіонів УЄФА: 2006
  - Чемпіон Іспанії: 2005, 2006
  - Суперкубок Іспанії: 2005, 2006